# مارفل ميوزك
مارفل ميوزك (بالإنجليزية: Marvel Music)‏ كانت عبارة عن بصمة قصيرة الأجل لمارفل كومكس، تم تقديمها في عام 1994 لنشر الرسوم الهزلية التي تم تطويرها بالتعاون مع الموسيقيين.

## خلفية
نشرت مارفل سابقًا بعض القصص المصورة القائمة على الموسيقى؛ عرض العدد الأول من مارفل كومكس سوبر سبيشال [الإنجليزية]، الذي يرجع تاريخه إلى عام 1977، ويحتوي علي مغامرة خيالية لفرقة الروك كيس في 40 صفحة كتبها ستيف جيربر، رسمها جون روميتا، الابن، وألان وايس، وجون بوسيما، وريتش باكلر، وسال بوسسيما، التي شهدت تقاتل الرباعية مع الجندي الأسطوري مارفل ميفيستو ودكتور دوم.